# Mopottan
Mopottan är en sjö i Bengtsfors kommun i Dalsland och ingår i Göta älvs huvudavrinningsområde.